# Changement climatique au Rwanda

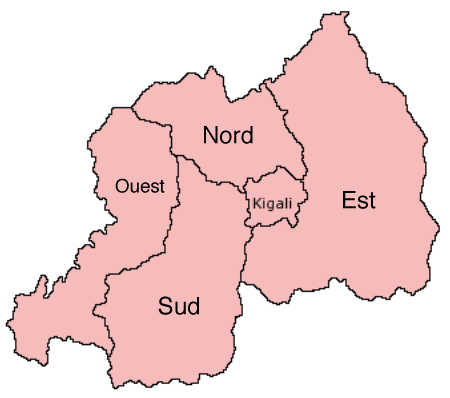
Rwanda

Le changement climatique au Rwanda a un impact sur la vie des populations rwandaises et sur l'environnement.

## Description
Les effets des changements climatiques se manifestent sur des points tels que la pauvreté, le développement économique, la croissance de la population et l'agriculture. Les changements climatiques peuvent ainsi causer des problèmes dans la société rwandaise,,,,,.

## Mesures prises
Le Rwanda affirme que les mesures qu'il a prises pour lutter contre le changement climatique, ainsi que la coopération avec d'autres pays par le biais d'accords Internationaux, l'aideront a atteindre ses objectifs dans les années a venir. Cependant, le dernier rapport de la Banque mondiale montre que dans un avenir proche, le Rwanda sera confronté aux effets du changement climatique, qui comprend une réduction du produit intérieur brut du pays d'environ 7 %.
Selon la Banque mondiale, en 2050, le produit intérieur brut (PIB) du Rwanda passera de 5 % à 7 % en dessous du niveau de référence, comme indiqué dans son rapport publié au début de 2023 sur le climat et développement des enfants de l'Est et du Sud de ce continent.